# Eharius kuznetzovi
Eharius kuznetzovi is een mijtensoort uit de familie van de Phytoseiidae. De wetenschappelijke naam van de soort werd voor het eerst geldig gepubliceerd in 1979 door Kolodochka.